# Feuilleton
Een feuilleton is een vervolgverhaal in een krant of tijdschrift en tegenwoordig ook op de radio, op de televisie of als blog.
Het woord verwijst naar het Franse woord feuille, dat blad of blaadje betekent. De oorspronkelijke feuilletons waren dan ook losse velletjes die samen met een tijdschrift werden verkocht. De bedoeling was de lezer te binden en aldus de verkoop te stimuleren. In de 21e eeuw betekent feuilleton in Frankrijk en Vlaanderen vooral "soap opera".
Hoewel feuilletons tegenwoordig, in literaire zin nog nauwelijks serieus worden genomen, is er in het verleden, vooral in de late 18e eeuw en de gehele 19e eeuw,  grote literatuur uit voortgekomen. Zo  heeft Goethes werk Die Leiden des jungen Werther als feuilleton het licht gezien, en ook de boeken van Dickens zijn bijna allemaal eerst als feuilleton uitgegeven, voordat ze als boek verschenen. Veel 19e-eeuwse schrijvers in Engeland waren zelf financieel betrokken bij tijdschriften, waarin ze hun eigen en elkaars werken in afleveringen publiceerden. Dat maakte het hun ook mogelijk, alvast het reeds geschreven deel van een nog niet voltooide roman uit te geven. De afleveringen werden door het lezerspubliek vaak gretig afgenomen en gevolgd. Toen de kranten, met daarin een aflevering van de The Old Curiosity Shop van Dickens met de boot uit Londen in New York aankwamen, wachtte een menigte het schip op. Al bij het afmeren riep men "Is Little Nell dead ?".. 
De veelschrijver Alexandre Dumas père schreef de afleveringen van zijn feuilletons vaak op de avond voor publicatie in de krant van de volgende dag. In een van zijn boeken kwam de held in een diepe put terecht. Dumas kon vervolgens niet zo snel bedenken hoe hij de hoofdpersoon weer uit die put moest laten ontsnappen. Een paar afleveringen lang zat de held in de put, zonder een geloofwaardige mogelijkheid om te ontkomen. Een volgende aflevering begon vervolgens met de woorden "Toen ik weer uit die put was.. ".
Een Nederlands voorbeeld is het dagboek van Betje Boerhave, een negentiende-eeuwse kruideniersvrouw, dat in 1974 in het Utrechts Nieuwsblad verscheen.
Louis Couperus verkocht zijn romans vaak tweemaal; eerst als feuilleton aan de dagbladuitgever, vervolgens als boek aan een boekenuitgeverij.